# جاتيجروب
شركة سويسرية تقدم خدمات لصناعة السفن، متضمنةً تقديم الطعام، وتجارة التجزئة على متن الطائرة، وتوفير خدمات الطعام، واللوجستيات الغذائية. وهي بمثابة الشركة الأم لأربع علامات تجارية أساسية[بحاجة لمصدر]، وداعم للعديد من شركات الطيران الكبرى. يقع مكتبها الرئيسي في جلاتبروج، سويسرا، بالقرب من مطار زيوريخ.

## التأريخ

### البدايات والتوسع الأولي (1992 إلى 2002)
تعود جذور جاتيجروب إلى شركة سوير إير للتموين، التي نشأت منها شركة جيت جورميه التابعة الآن في عام 1992. ونتيجة لسلسلة من عمليات الدمج والاستحواذ، نمت جيجيجروب لتصبح عملية بمليارات الدولارات. تشمل عمليات الاستحواذ ايرو شيف، وشريك خدمة أس أي أس، ومطبخ فاريج، ومطابخ الخطوط الجوية البريطانية، وايبير سويس.
كانت قيمة الشركة نحو 6 مليارات فرنك سويسري قبل هجمات 11 سبتمبر، وإفلاس شركة سويس اير.أدى ارتفاع أسعار النفط والانهيار في سفر المستهلكين إلى إتلاف شركات الطيران وإفلاس العديد من العملاء الرئيسيين لشركة جروب جيرميت أو تجنبوا الإفلاس بصعوبة. أثر ضعف شركات الطيران على الصناعات التي تلبيها أو تدعمها. مهد هذا الطريق لشركة جيت جورميه التي تتطلب جهود إعادة هيكلة، التي سرعان ما أثقلت كاهل موظفيها، ثم بيعت الشركة في عام 2002  إلى
مقابل870  مليون دولار أمريكي.

### سلامة جيت لأمن السيارات
في 1 مارس 2007، باعت مجموعة تكساس باسيفيك  حصصها المتبقية إلى ميريل لينش.
في 27 سبتمبر 2007، استحوذت جيتجومينت على مجموعة مقرها المملكة المتحدة تعمل تحت علامتي فيرنلي وخدمات الطيران الدولية (آي أي اس). تقدم الشركات التي استُحوذ عليها خدمات تشمل تنظيف مقصورة الطائرات، وغسيل الطائرات، وإزالة الجليد، وخدمة المراحيض والمياه؛ الأنشطة الأمنية مثل فحص الأمتعة والتحقق من المستندات؛ صالات كبار المسؤولين في المطارات. وخدمات الركاب مثل الكرسي المتحرك والمساعدة الطفيفة غير المصحوبين. إلى جانب فرنليي ومعيار المحاسبة الدولي، وتضم المجموعة أيضًا مختصي خدمات مطار، وخدمات مطار الأوروبي، ومطار للخدمات المحدودة، وشركات تعمل في المقام الأول في المملكة المتحدة، متضمنة لندن هيثرو، غاتويك، ستانستد ووتون للمطارات، وكذلك مانشستر ودبلن وكورك وشانون وليفربول وإيست ميدلاندز وبيجين هيل وغلاسكو. تعمل خدمات المطارات الأوروبية أيضًا في أمستردام؛ بروكسل، والعديد من المطارات الإقليمية الأخرى في فرنسا وهولندا. أعيدت تسمية المجموعة الجديدة من خدمات الطيران الخاصة لشركة جيتجورميت باسم خدمات جيت للطائرات.
في مايو 2009، أدرجت جيتجروب في التبادل السويسري السادس تحت مؤشر جيت.
في عام 2010، استحوذت الشركة على حلول طيران كارا، وهي شركة تموين من عمليات كارا، وبالتالي استثمرت في خدمات تموين شركات الطيران في كندا.
في عام 2012، وسعت جيتجروب وجودها في منطقة آسيا والمحيط الهادي من خلال الاستحواذ على عمليات التموين في سيدني وكيرنز. ثم تولى فيما بعد الأنشطة التجارية لشركة باسيفيك لتموين الطائرات في نيوزلندا.
في فبراير 2016، انتهى من الاستحواذ على شركة مجموعة خدمات الرحلات الجوية (آي اف أس) المتخصصة في تجارة التجزئة السويدية.
في مارس 2016، استحوذت جيتجروب على 75٪ من شركة كمبوديا لخدمات التموين الجوي.

#### التطورات من عام 2016 حتى الوقت الحاضر
في أبريل 2016، عرضت مجموعة أج ان أي الصينية شراء جيتجروب مقابل 1.4 مليار فرنك سويسري. في بداية يوليو 2016، أعلنت مجموعة أج ان أي أنها اشترت 63.6٪ من حقوق التصويت والأسهم في جيتجروب بحلول أكتوبر 2016، استحوذت مجموعة HNA على 96.1٪ من حقوق التصويت، وتقدمت بطلب لإلغاء إدراج الأسهم المتبقية في جيتجروب. وأبلغوا أنهم يسعون أيضًا إلى الحصول على 98 بالمئة من أجل طلب إلغاء باقي الأسهم المملوكة ملكية عامة.
في يناير 2017، استحوذ جيتجروب على شركة سيرفير من الخطوط الجوية الفرنسية، ما أضاف وجودًا رئيسيًا في إفريقيا.
شُطبت جيتجروب من التبادل السويسري السادس في أبريل 2017.
في فبراير 2018، شاركت جيتجروب في تأسيس اتحاد تموين شركات الطيران (أي سي أي)، ومقرها بروسكل، بلجيكا.
في يوليو 2018، انضمت كل من تيماسك وأر أر جي إلى مجموعة اج ان أي بوصفهم مستثمرين في جيتجروب.
في أبريل 2019، أكملت أر أر جي الاستحواذ على جميع الأسهم القائمة في جيتجروب من مجموعة أج ان أي. نتيجة لذلك، أصبحت أر أر جي المساهم الوحيد واستثمرت تيماسيك في جيتجروب من طريق سند إلزامي قابل للتبادل. في سبتمبر 2019، حولت تيماسيك السند الإلزامي القابل للتبادل للاستحواذ على حصة 50٪ في مجموعة جيتجروب، ما جعل تيماسيك وأر أر جي  مساهمين مشاركين.
في ديسمبر 2019، توصلت جيتجروب إلى اتفاقية للاستحواذ على الأعمال الأوروبية لمجموعة أل أس جي التابعة  دويتشه لوفتهانزا إيه جي، لتشمل أعمال LSG على متن الطائرة في ألمانيا وسويسرا وهولندا وبلجيكا وإيطاليا وإسبانيا، إضافة إلى أعمالها العالمية.
أعمال المعدات تحت العلامة التجارية سبيريانت، وأعمالها التجارية في مجال الأطعمة المريحة الأوروبية، وتموين القطارات، والصالات، وأسواق موظفي لوفتهانزا تحت العلامة التجارية رينجلتاب.
وستتعاقد شركة جيتجروب مع شركة لوفتهانزا، متضمنةً المحاور الرئيسية للخطوط الجوية في فرانكفورت وميونيخ، ومن المتوقع أن تنتهي الصفقة في النصف الأول من عام 2020.